# Brochis
Genre
Brochis est un genre de poissons-chats d'eau douce. Ce genre est très proche du genre Corydoras, et les recherches scientifiques récentes suggèrent qu'il n'en est qu'un synonyme.

## Liste des espèces
Selon FishBase (29 octobre 2017) :
- Brochis multiradiatus (Orcés V., 1960)

Selon ITIS (29 octobre 2017) :
- Brochis britskii Nijssen & Isbrücker, 1983
- Brochis multiradiatus (Orcés V., 1960)
- Brochis splendens (Castelnau, 1855)